# Ордер на арест Владимира Путина
17 марта 2023 года Международным уголовным судом (МУС) в Гааге был выдан ордер на арест президента РФ Владимира Путина по запросу прокурора МУС Карима Хана. В отношении действующего президента России были выдвинуты обвинения в военном преступлении — незаконной депортации детей с оккупированных территорий Украины в Россию в ходе вторжения России на Украину. Путин стал третьим действующим главой государства и первым из постоянных членов Совета Безопасности ООН, ареста которого потребовал МУС. До него МУС выдвигал обвинения против президента Судана Омара аль-Башира и правителя Ливии Муаммара Каддафи.
Вместе с Путиным ордер на арест был выдан и на уполномоченного при Президенте Российской Федерации по правам ребёнка Марию Львову-Белову.
Как отметил Reuters, после выдачи ордера Путина и Львову-Белову могут арестовать и передать МУС в любой из 125 стран, ратифицировавших Римский статут.

## Предыстория
В 1998 году был создан Международный уголовный суд, основополагающим документом которого стал Римский статут. К 2023 году Римский статут ратифицировали 123 государства. В 2000 году Россия подписала Римский статут, однако так и не ратифицировала его. В 2016 году Россия вышла из договора о Международном уголовном суде после того, как МУС приравнял российскую аннексию Крыма к оккупации и вооруженному конфликту между Украиной и Россией. Украина в 2000 году также подписала, но не ратифицировала Римский статут, однако она в 2015 году обратилась в МУС с просьбой расследовать действия России на своей территории, так как такая возможность была предусмотрена Римским статутом для стран, подписавших статут.
4 февраля 2015 года Верховная Рада Украины обратилась к МУС для расследования преступлений против человечности, совершенных на украинской территории начиная с 20 февраля 2014 года. Украинские парламентарии хотели привлечь к ответственности «высших должностных лиц Российской Федерации и руководителей „террористических организаций“ ДНР и ЛНР». Украина заявляла, что Россией и «поддерживаемыми ею боевиками» были аннексированы Крым и Севастополь и оккупированы части Донецкой и Луганской областей.
После вторжения России на Украину Генеральная Ассамблея ООН приняла резолюции ES-11/1 и ES-11/2, требующие немедленного вывода российских войск с Украины. До этого Совет Безопасности ООН передал Ассамблее право принятия решения по конфликту вплоть до решения о военной интервенции силами ООН (резолюция 2623). 16 марта 2022 года Международный суд ООН потребовал от России немедленно остановить военные действия на Украине.
В апреле 2022 года 42 государства, участвующие в работе МУС, обратились к организации с просьбой расследовать военные преступления на Украине.

## Депортация украинских детей в Россию
По данным на ноябрь 2022 года, с Украины в Россию вывезли от 300 тысяч (по версии украинской стороны) до 705 тысяч (по версии российской стороны) детей. Детей подвергают насильственному усыновлению, русификации и изменению всех их личных данных.
Российские власти вывозят как детей-сирот, так и детей, у которых есть родители. В частности, сотни украинских детей были отправлены из Херсона в российские лагеря отдыха, в ряде случаев без разрешения родителей или в результате давления на родителей. Родители не получают информации о текущем местоположении своих детей, им отказывают в возвращении детей.
30 мая президент РФ Путин упростил выдачу российского гражданства украинским детям-сиротам. Министерство иностранных дел Украины подчеркнуло, что этим «Путин фактически узаконил похищение детей».

### Международное право
С точки зрения международного права насильственная депортация несовершеннолетних считается преступлением против человечности:
- Согласно «Женевской конвенции 1949 года о защите гражданского населения во время войны», оккупанты не имеют права менять гражданский статус детей[25];
- Россия также нарушила статью 7 Конвенции ООН о правах ребёнка, гарантирующую право детей на имя и на приобретение гражданства[22];
- В статье II Конвенции о предупреждении преступления геноцида и наказании за него 1948 года отмечено, что «насильственная передача детей из одной человеческой группы в другую» является актом геноцида[28];
- Россия ратифицировала Конвенцию о защите прав человека и основных свобод, согласно которой «никто не может быть выслан ни в индивидуальном, ни в коллективном порядке с территории государства, гражданином которого он является»[29]. В России Конвенция и протоколы к ней действовали до 6 марта 2022 года.

Комиссия ООН охарактеризовала депортацию украинских детей как военное преступление.

### Российское законодательство
По оценке российского юриста Сергея Макаренко, действия Путина можно квалифицировать в соответствии с частями 1 и 2 статьи 353 УК РФ как планирование, подготовка, развязывание и ведение агрессивной войны. Юрист также отметил, что заявленные Путиным цели войны не соответствуют статье 10 федерального закона «Об обороне», описывающей причины, по которым вооружённые силы могут быть использованы за рубежом.
Согласно разделу № 75 Наставления по международному гуманитарному праву для вооружённых сил России от 2001 года, «Депортация гражданского населения с оккупированной территории на территорию другого государства запрещается».

## Проблема привлечения Путина к уголовной ответственности
Хотя для МУС у глав государств нет судебного иммунитета, процедура привлечения к уголовной ответственности является очень сложной. Первый прокурор МУС Луис Морено Окампо по этому поводу отмечал: «Если бы МУС хотел расследовать роль Путина, им пришлось бы доказать его персональную вину. Сложно привлечь Путина к убийству конкретного мирного жителя или даже обстрелу больницы, потому что сложно доказать, что он имел непосредственное отношение к этому». В июне 2022 года Морено Окампо говорил, что наиболее простой способ привлечь Путина к ответственности — это расследовать преступление против человечества, а именно — вынужденное перемещение людей, так как в результате российского вторжения на Украине появились миллионы беженцев.
Так как Международный уголовный суд не выносит заочных приговоров, обвиняемый должен лично присутствовать в суде в Гааге. Эксперты сходятся во мнении, что пока в России действует существующий режим, приговоры в отношении высокопоставленных лиц вряд ли возможны. Ордер на арест также не гарантирует того, что Путина передадут МУС при его выезде в страны — члены МУС.

## Визиты Путина в страны-члены МУС
Визит в ЮАР (июль 2023)
В июле 2023 года Путин отменил личный визит в ЮАР для участия в саммите БРИКС, поскольку Южно-Африканская Республика входит в число стран, подписавших Римский статут, что накладывает на неё обязательство выполнять постановления МУС. На саммите Россию представлял Сергей Лавров. Путин участвовал в формате видеоконференцсвязи. 
Визит в Монголию (сентябрь 2024)
В сентябре 2024 года Путин прибыл в Монголию по приглашению президента страны Ухнаагийн Хурэлсуха. Монголия является членом МУС и признаёт его юрисдикцию. Однако арест российского главы произведён не был: власти Монголии аргументировали это энергетической зависимостью и политикой нейтралитета.

## Реакции
Россия
Реакция представителей российских властей оказалась бурной и эмоциональной, несмотря на то, что они заявляли, что решение МУС для России «юридически ничтожно». По словам пресс-секретаря Кремля Дмитрия Пескова и официального представителя МИД РФ Марии Захаровой, решения суда с точки зрения права в РФ являются «ничтожными». Мария Львова-Белова, комментируя свой ордер, заявила: «Здорово, что международное сообщество оценило работу по помощи детям нашей страны». Зампред Совбеза РФ Дмитрий Медведев написал «Не нужно объяснять, КАК использовать эту бумагу [ордер]», сопроводив пост эмодзи туалетной бумаги. Первый зампредседателя международного комитета Совета Федерации Владимир Джабаров заявил, что было бы «неплохо», если бы Басманный районный суд выдал ордер на арест в полном составе членов МУС.
Главный редактор RT Маргарита Симоньян заявила: «Хотела бы я посмотреть на страну, которая по решению Гааги арестует Путина. Минут через восемь. Или сколько там составит подлётное время до её столицы». Председатель Государственной думы Вячеслав Володин посоветовал «янкам» убрать прочь руки от российского президента, вновь процитировав свою раннее сказанную фразу «Есть Путин — есть Россия».
Вместе с тем российские оппозиционные политики, такие как Леонид Волков и Владимир Милов, приветствовали решение МУС.
19 марта 2023 года Владимир Путин неожиданно посетил Мариуполь, что было расценено The Guardian как акт неповиновения в ответ на ордер на его арест.
Следственный комитет России возбудил уголовное дело в отношении прокурора и судей Международного уголовного суда (МУС) в Гааге. В России прокурора МУС Карима Хана заподозрили в преступлениях, предусмотренных статьями ч. 2 ст. 299 УК РФ (привлечение заведомо невиновного к уголовной ответственности, соединённое с незаконным обвинением в совершении особо тяжкого преступления) и ч. 1 ст. 30 УК РФ, ч. 2 ст. 360 (подготовка к нападению на представителя иностранного государства, пользующегося международной защитой, с целью осложнения международных отношений). Следственный комитет также опубликовал заявление, согласно которому «никаких оснований для привлечения к уголовной ответственности Владимира Путина нет». В документе также утверждается о том, что для глав государств предусмотрен абсолютный иммунитет в соответствии с конвенцией ООН, принятой в 1973 году.
21 марта представитель РФ в ООН Василий Небензя заявил о желании России провести неформальное заседание СБ ООН, для того, чтобы показать, что вопрос о насильно отправленных в Россию украинских детях раздут. Он отметил, что, вывозя детей, РФ хотела спасти их от опасности, которая им угрожала на территориях, где проходили боевые действия. Также Небензя заявил, что Россия готова вернуть детей, как только будут созданы безопасные условия.
Замглавы Совбеза России Дмитрий Медведев впоследствии заявил, что попытки судить президента ядерной державы вызовут чудовищные последствия для международного права, пригрозив при этом нанести по зданию суда в Гааге удар ракетой «Оникс». Позже Дмитрий Медведев сообщил, что любая попытка арестовать Владимира Путина будет равносильна объявлению войны Российской Федерации.
В ответ на заявления российских чиновников Президиум Ассамблеи государств — участников МУС выразил сожаление по поводу «угроз» против Международного уголовного суда и мер, объявленных против прокурора МУС и судей.
Россия предостерегла Армению от ратификации договора с Международным уголовным судом, планы о которой огласили власти страны. По сообщению МИД РФ, это неприемлемо на фоне «недавних незаконных и юридически ничтожных ордеров МУС в отношении российского руководства». МИД РФ предупредил о крайне негативных последствиях в случае ратификации.
Украина
Президент Украины Владимир Зеленский заявил: «Историческое решение, с которого начнётся историческая ответственность. <…> Осуществить такую преступную операцию было бы невозможно без приказа высшего руководителя государства-террориста». Другие украинские официальные лица также указали на то, что решение стало историческим, и отметили его справедливость.
Запад
Президент США Джо Байден заявил, что Путин явно виновен в военных преступлениях и выдача ордера на его арест оправдана. Верховный представитель Европейского союза Жозеп Боррель сообщил: «Решение Международного уголовного суда выдать ордер на арест Владимира Путина за военное преступление — незаконную депортацию и отправку детей с Украины в Россию — это начало процесса по привлечению виновных к ответственности. Мы ценим и поддерживаем работу МУС. Безнаказанности быть не может». Премьер-министр Эстонии Кая Каллас заявила: «На шаг ближе к судному дню. С первым ордером на арест Путина МУС посылает исторический сигнал: все зверства против Украины проистекают из преступной политики российского руководства. Это напоминание, что никто не застрахован, даже главы государств. Российский режим будет привлечён к ответственности». Главы МИД Великобритании, Чехии, Латвии, Нидерландов, Франции также выразили поддержку решению МУС.
Министр юстиции Германии Марко Бушман заявил, что если Путин окажется на территории Германии, он будет арестован и передан в Гаагу; ордер на арест действует на всей территории ЕС, и будет приведён в исполнение, даже если Путин прибудет в ЕС в качестве участника переговоров. Замглавы Совбеза России Дмитрий Медведев в ответ на это заявил: «В Германии отдельные придурки говорят, что если Путин приедет, то его арестуют. Это объявление войны России, в таком случае все российские средства полетят в бундестаг».
Глава администрации премьер-министра Венгрии Гергей Гуйяш сообщил о том, что Будапешт не будет арестовывать Владимира Путина в случае его приезда в страну. По словам чиновника, на это не будет законных оснований, поскольку «Римский статут не встроен в правовую систему Венгрии».
Другие государства
Китай потребовал от МУС уважать иммунитет глав государств, а также «занимать объективную и беспристрастную позицию» и «избегать политизации и двойных стандартов». Спустя несколько дней после выдачи ордера МУС на арест Путина лидер Китая Си Цзиньпин совершил государственный визит в Москву.
ЮАР, подписавшая Римский статут, заявила, что «осознаёт свои юридические обязательства» в случае визита Путина в страну, однако «проконсультируется с Россией» по поводу сложившейся ситуации. В связи с этим в СМИ отмечалось, что в 2015 году ЮАР посещал президент Судана Омар аль-Башир, на которого также был выдан ордер на арест от МУС, однако его не стали арестовывать. Президент ЮАР Сирил Рамафоса посчитал, что арест Путина в случае его приезда в ЮАР будет равносилен объявлению войны России. Южноафриканский Минюст обратился в государственную прокуратуру с просьбой выдать ордер на арест Владимира Путина. Высокий суд провинции Гаутенг согласился это сделать. Таким образом, правительство ЮАР согласилось арестовать российского президента, если он когда-нибудь появится в стране.
6 декабря 2023 года Владимир Путин впервые после выдачи ордера МУС прибыл в страну, не имеющую границ с Россией — Объединенные Арабские Эмираты — для переговоров президентом Мухаммедом бен Заид Аль Нахайяном и дальнейшего визита в Саудовскую Аравию. Оба этих государства не принимают участия в деятельности Международного уголовного суда. Журналистские расследования писали, что из ОАЭ Россия получает запрещенные международными санкциями товары. 
В преддверии первого визита Владимира Путина в страну признающую юрисдикцию МУС, — Монголию 3 сентября 2024 года, — агентство Bloomberg сообщило, что эта страна пообещала Кремлю не арестовывать российского президента. Ранее из-за выданного ордера и угрозы ареста Путин отказался от встречи с президентом ЮАР в рамках БРИКС.
Международные организации
Генеральный секретарь ООН Антониу Гутерриш заявил, что Путин не стал для него персоной нон-грата и он по-прежнему готов разговаривать с ним для решения важных вопросов.
Представитель Human Rights Watch Балкис Джаррах одобрил действия МУС.

## Оценки
По мнению профессора международного права Копенгагенского университета Кевина Йона Хеллера:

Это невероятно важное событие. Не каждый день действующему главе государства предъявляет обвинения международный суд. Но, конечно, шансы на задержание Путина в ближайшее время крайне малы.
По мнению российского журналиста Александра Баунова, ордер от Гааги затруднит для Путина сближение с так называемым «Глобальным Югом», отношения с которым он пытается выстроить в противовес противостоящему ему Западу. Баунов отмечал, что хотя такие крупные партнеры России, как Китай, Индия, Турция, не признают юрисдикцию МУС, однако её признает большинство стран Африки и Латинской Америки.